# Lejrskole
 Denne artikel omhandler overvejende eller alene danske forhold. Hjælp gerne med at gøre artiklen mere almen.
Lejrskole er en betegnelse for et bygningsanlæg og en læringsform, som kan benyttes som en del af undervisningen i den danske folkeskole. Lejrskoleophold og -undervisning er hjemlet i folkeskolelovens § 16c. Der er af undervisningsministeriet udstedt et vejledning om ekskursioner, lejrskoler og skolerejser mv., der nærmere fastlægger rammerne for brug af lejrskoler i undervisningen. Ved vejledningen defineres "lejrskole" som ekskurtioner, der indebærer mindst én overnatning. Vejledningen definerer nærmere "lejrskole" som " ... undervisning over flere skoledage henlagt til en lokalitet uden for skolen med det formål at give eleverne lejlighed til på stedet at gøre erfaringer, som ikke kan gøres i skolen med hensyn til emner og fagområder, der har tilknytning til den daglige undervisning."
Omkostninger til lejrskoleopholdet og transport frem og tilbage påhviler kommunalbestyrelsen, idet alle elever i folkeskoler og på gymnasiale uddannelser mv. dog har adgang til en årlig frirejse til og fra lejrskolen med tog og visse færgeruter. Det er muligt at opkræve forældrebetaling for forplejning under lejrskoleopholdet efter nærmere aftale med forældrene.
Lejrskoleophold kan afvikles i bygninger, der er særlig indrettet som lejrskole, men kan også foregå som privat indkvartering. Der er mødepligt for eleverne under lejrskoleopholddet, men skolen kan ikke udvide undervisningstiden for den enkelte elev til også at omfatte overnatning, hvorfor elever efter særlig aftale kan fritages for lejrskoleophold. I så tilfælde, er skolen forpligtet til at stille andet undervisningstilbud til rådighed. 